# Lipovský park
Lipovský park je chráněný areál v katastrálním území obce Lipová v okrese Nové Zámky v Nitranském kraji na Slovensku. Území bylo vyhlášeno v roce 1984 a jeho rozloha je 3,43 hektaru. Předmětem ochrany je historický park.